# Movies 24
Movies 24 este un canal de televiziune disponibil prin cablu sau antenă pe Sky Digital și Virgin Media. A fost lansat pe 26 iunie 2006 de către NBCUniversal. Canalul difuzează 24 din 24 de ore o gamă largă de filme: de la crimă la thriller și de la romantic la acțiune. Movies 24+ a fost lansat în 2006 și avea programul amestecat cu cel al canalului Movies 24. Din septembrie 2007 are program separat și difuzează filme exact ca Movies 24, doar că la ore diferite, fiind disponibil prin Sky Channel și Virgin Media.
Movies 24 a fost lansat pe data de 12 decembrie 2007 în România, Ungaria, Turcia și Polonia. 
Movies 24 a încetat emisia în România pe 30 septembrie 2011.

## Program
Exemple de filme difuzate de Movies 24:
- Balmain Boys (comedie)
- Chain Of Command (thriller)
- Closing The Deal (comedie)
- Countdown To Chaos (acțiune)
- Danny Deckchair (comedie)
- Following Her Heart (romantic)
- Hustle and Heat (acțiune)
- Jericho Fever (acțiune)
- Murder In Paradise (thriller)
- Picnic (romantic)
- Rules Of Obsession (thriller)
- Sister In Law (thriller)
- She, Me & Her (comedie)
- The Cutting Edge (romantic)
- The Third Wish (fantasy)
- The Sea Change (comedie)
- The Way She Moves (romantic)
- Voices From A Locked Room (dramă)
- Where Sleeping Dogs Lie (thriller)